# VM Egyetértés SK
A VM Egyetértés SK  egy megszűnt labdarúgócsapat, ami 1907 februárjában alakult a Józsefvárosban, a Budapesti Pincér Egylet és önképző kör keretében Egyetértés Sport Club néven. A kezdeti időszakban atlétika és labdarúgó szakosztálya volt.
A csapat legjobb eredménye az NB I-ben egy kilencedik helyezés még az 1968-as idényből. Megszűnésekor székhelye Budapest XIV. kerületében volt.

## Egyesülés az MTK-val
Az 1974–1975-ös bajnokságban télen az akkoriban az NB I-ben játszó VM Egyetértés egyesült egy másik NB I-es csapattal, az MTK-val, MTK-VM néven. Az egyesülésből létrejött csapat az MTK eredményeit vitte tovább, az Egyetértés önállóan több mérkőzést már sohasem játszott.

## Névváltozások
- 1907–? Egyetértés Sport Club
- ?–1940 Egyetértés AC (esetleg egy másik független SC)
- 1945 Vendéglátóipari Munkások SC
- 1945–1951 Egyetértés Sport Club
- 1951–1952 Vörös Meteor Egyetértés SK
- 1953–1956 Vörös Meteor Vendéglátóipari SC
- 1956–1971 Egyetértés Sport Club
- 1972–1975 Vörös Meteor Egyetértés Sport Klub

## Híres játékosok
* a félkövérrel írt játékosok rendelkeznek felnőtt válogatottsággal.
- Budavári László
- Deák Ferenc
- Halápi István
- Karába János
- Kovalik Ferenc
- Kuharszki Béla
- Laczkó Mihály
- Mátrai Sándor
- Mészáros Ferenc
- Pál Tibor
- Perecsi Tibor
- Sátori Imre
- Sóvári Kálmán
- Szepessy László
- Szuromi Antal
- Vasas Mihály
- Weimper István
- Zakariás József

## Híres edzők
- Lakat Károly
- Rudas Ferenc

## Sikerek
NB I
- Kilencedik hely: 1968

NB II
- Bajnok: 1963 ősz, 1967, 1970-71